# فالتر ميكسا
فالتر ميكسا (بالألمانية: Walter Mixa)‏ (ولد في 25 أبريل 1941) قس كاثوليكي ألماني، ومطران فخري لأوغسبورغ وراهب فخري للجيش الألماني.

## سيرته ألذاتية
ولد القس فلتر ميكسا في بولندا ثم هربت عائلته إلى ألمانيا الغربية في نهاية الحرب العالمية الثانية. مر ميكسا له في عام 1964 ودرس اللاهوت الكاثوليكي في ديلينجن وفريبورغ.

## استقالته
قدم استقالته إلى البابا بينيدكتوس السادس عشر في 21 أبريل 2010 نتيجة لاتهامات باعتداءات جنسية على أطفال واستجابة لضغوط وتم قبول الاستقالة من قبل البابابينيدكتوس السادس عشر في 8 من شهر مايو 2010.
وقد ذكر في خطاب الاستقالة الذي قدمه قبل ذلك أن أبرشيته بحاجة إلى اتاحة «بداية جديدة» كماوأنه ذكر أنه «يدرك تماما نقطة ضعفه» اما بالنسبة لضربه الأطفال فقد نفى ذلك بالبداية ولكنه أقر واعتذر بعدها. ولم يذكر بيان الفاتيكان سبب قبول الاستقالة.
وقد فتحت الكنيسة بدورها تحقيقا اخر في الجانب المالي والاقتصادي لها بسبب وقوع مخالفات مالية والانفاق المسرف على شراء أثاث فاخلر ولوحات وأنواع فاخرة من النبيذ أيضا.

## اقرأ أيضا
- القس برندان سميث
- حالات الاعتداء الجنسي الكاثوليكية
- دعوى قضائية ضد البابا
- شبكة الناجين من الاعتداءات الجنسية من قبل الكهنة

## روابط خارجية
- فالتر ميكسا على موقع مونزينجر (الألمانية)